# Shangshung
| Tibetische Bezeichnung                       |
| -------------------------------------------- |
| Tibetische Schrift: ཞང་ཞུང་                   |
| Wylie-Transliteration: zhang zhung           |
| Offizielle Transkription der VRCh: xang xung |
| Chinesische Bezeichnung                      |
| Pinyin:象雄                                  |
| Wade-Giles:Xiàngxióng                        |

Shangshung (tibetisch ཞང་ཞུང་ Wylie zhang zhung; chinesisch 象雄, Pinyin Xiàngxióng) war ein unabhängiger Staat und eine Kultur der alten tibetischen Geschichte in Westtibet. Das Zentrum des Gebiets von Shangshung lag im heutigen Regierungsbezirk Ngari in Westtibet. In chinesischen Dokumenten der Tang-Zeit wird dafür auch die Bezeichnung 羊同 (Yángtóng) verwendet. Als seine Hauptstadt gilt Khyunglung (tibet. khyung lung) bzw. Khyunglung Ngülkhar (tib. khyung lung dngul mkhar) im heutigen Kreis Zanda (Tsada).
Shangshung ist das Ursprungsgebiet des Bön-Glaubens, es gibt einzigartige Shangshung-Texte. Der Legende nach hat der Bön-Gründer Shenrab Mibo (gshen rab mi bo) die Shangshung vereint und war der erste Herrscher von Shangshung.
Mit dem Machtzuwachs von Tibet (Tubo/Tufan) nahm die von Shangshung allmählich ab, sein letzter König Ligmincha (Ligmirya) fügte dem tibetischen Herrscher Songtsen Gampo (srong btsan sgam po) zwei Niederlagen zu, später wurde es ein Vasallenstaat Tibets. Während der Unterdrückung des Buddhismus durch Langdarma flüchtete ein Teil der tibetischen Königsfamilie nach Shangshung und gründete dort das Reich Guge.

## Zitat
„Historischen Aufzeichnungen zufolge war die Zhangzhong-Macht [i.e. Shangshung] die älteste Macht in Tibet. Zhangzhong wird in dem han-chinesischen Geschichtsbuch als Yangtong bezeichnet. Dieses Gebiet wird im tibetischen Geschichtsbuch ‚Chodai‘ (Noman(sic!)denstamm) genannt. In der Blütezeit der Zhangzhong-Macht teilte man das Land in den inneren, äußeren und mitten (sic!) Teil ein. Das heutige Nagqu-Gebiet befand sich damals im mittleren und äußeren Teil der Macht Zhangzhongs. Damnor Qoinzong, das Zentrum des mittleren Zhangzhong, lag am Tangra Yumco-See, im Südwestlichen (sic!) Teil des heutigen Bezirks Nagqu. Nachdem die Zhangzhong-Macht verfallen war, wurde das von ihr regierendes (sic!) Gebiet verkleinert. Um das 7. Jahrhundert stand der östliche Teil dieses Gebiets unter der Herrschaft des Supi-Stammes. Später gewann der Tubo-Stamm allmählich an Stärke, vereinigte das ganze Tibet, errichtete die starke Tubo-Dynastie und unterstellte auch Nordtibet seine (sic!) Herrschaft.“

### Nachschlagewerke
- Cihai („Meer der Wörter“), Shanghai cishu chubanshe, Shanghai 2002, ISBN 7-5326-0839-5